# ویلیام پیت جوان‌تر
ویلیام پیت جوان‌تر (به انگلیسی: William Pitt the Younger؛ زاده ۲۸ مه ۱۷۵۹ – درگذشته ۲۳ ژانویه ۱۸۰۶) سیاستمدار بریتانیایی و نخست‌وزیر بریتانیا به‌مدت ۱۷ سال بود. از او به‌عنوان جوان‌ترین نخست‌وزیر بریتانیا یاد می‌شود. وی هنگامی که به کاخ نخست‌وزیری رفت، تنها ۲۴ سال داشت. او در تاریخ ۱۷۸۳ جوان‌ترین نخست‌وزیر تاریخ بریتانیا شد و تا این تاریخ نیز در همین رتبه قرار دارد.
برای تشخیص او از نام پدرش، او را ویلیام پیت جوان‌تر و پدرش را ویلیام پیت بزرگ‌تر می‌نامند.
او با یک دستگاه سیاسی کاملاً حزب‌بندی‌شده مخالفت داشت. وی از قوی‌ترین نخست‌وزیران تاریخ بریتانیا بود و با زمانه خویش پیش رفت و موفق شد بریتانیا را از امپراتوری ورشکسته به ابرقدرت جهانی تبدیل کند. همچنین اقتصاد بریتانیا را احیا کرد و انگلیس را در جنگ‌های ناپلئونی رهبری کرد. او با این که زنده نماند تا پیروزی بریتانیا را ببیند اما توانست با نیروی دریایی خویش مقدمه شکست ناپلئون را به‌وجود آورد.